# Micro-région de Rétság
La micro-région de Rétság (en hongrois : rétsági kistérség) est une micro-région statistique hongroise rassemblant plusieurs localités autour de Rétság.